# Oliver Hardt
Oliver Hardt (* 24. Dezember 1970) ist ein ehemaliger deutscher Eishockeyspieler, der unter anderem für den Herner EV und EC Devils Königsborn in der zweithöchsten deutschen Spielklasse aktiv war.

## Karriere
Oliver Hardt spielte im Nachwuchs beim ECD Iserlohn bzw. ECD Sauerland, unter anderem trat er mit dessen U20-Mannschaft in der Junioren-Bundesliga an. In den Seniorenbereich stieg er in der Saison 1991/92 beim Hamburger SV in der Oberliga ein. Es folgte jeweils eine Spielzeit bei den Schalker Haien und dem ASV Hamm, bevor er 1994 zur ersten Mannschaft des neu gegründeten Iserlohner EC gehörte. Mit der Mannschaft stieg er in der Spielzeit 1994/95 in die 1. Liga auf. Zu Beginn der Saison 1995/96 absolvierte er drei Partien für den Drittligisten EC Lünen, bevor er vom Herner EV aus der direkt unterhalb der Deutschen Eishockey Liga (DEL) angesiedelten 1. Liga verpflichtet wurde. Die Spielzeit 1996/97 verbrachte er in derselben Liga beim EC Devils Königsborn und beendete anschließend seine Karriere.

## Erfolge und Auszeichnungen
- 1995 Aufstieg in die 1. Liga mit dem Iserlohner EC

## Karrierestatistik
(Legende zur Spielerstatistik: Sp oder GP = absolvierte Spiele; T oder G = erzielte Tore; V oder A = erzielte Assists; Pkt oder Pts = erzielte Scorerpunkte; SM oder PIM = erhaltene Strafminuten; +/− = Plus/Minus-Bilanz; PP = erzielte Überzahltore; SH = erzielte Unterzahltore; GW = erzielte Siegtore; 1 Play-downs/Relegation; Kursiv: Statistik nicht vollständig)